# كيسوكي كوروكاوا
كيسوكي كوروكاوا (باليابانية: 黒川 圭介) (مواليد 13 أبريل 1997) هو لاعب كرة قدم ياباني.

## وصلات خارجية
- كيسوكي كوروكاوا على موقع رابطة كرة القدم اليابانية للمحترفين (اليابانية)
- كيسوكي كوروكاوا على موقع قاعدة بيانات كرة القدم.إي يو (الإنجليزية)
- كيسوكي كوروكاوا على موقع Soccerway.com (الإنجليزية)
- كيسوكي كوروكاوا على موقع عالم كرة القدم.نت (الإنجليزية)